# Anke Lutz
Anke Lutz (geborene Anke Koglin; * 21. März 1970 in Weimar) ist eine deutsche Schachspielerin. Sowohl im Nah- als auch im Fernschach gewann sie die Deutsche Meisterschaft der Frauen.

## Fernschach
Anke Lutz gewann die 16. Deutsche Frauen-Fernschachmeisterschaft 1991/94. Im Finale der 1. Europameisterschaft der Damen 1987/99 belegte sie den geteilten 3. Platz.

## Nahschach

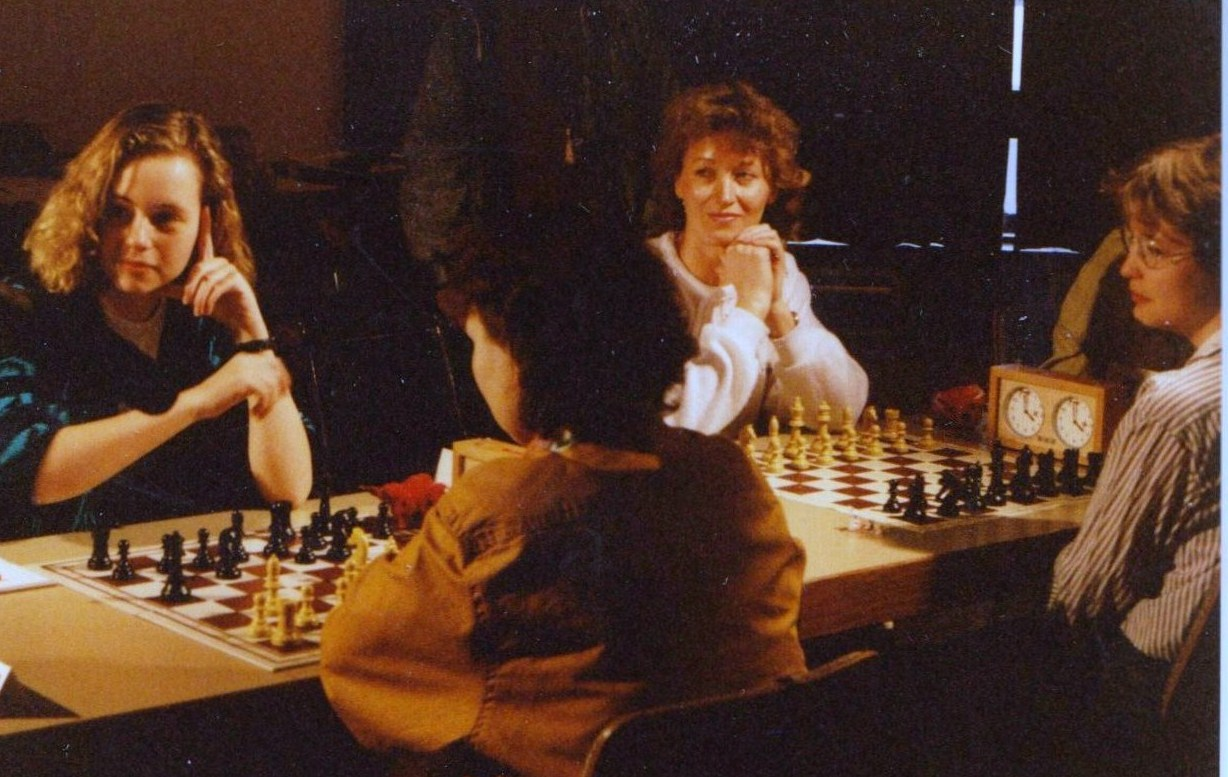
Anke Koglin (Motor Weimar) mit den schwarzen Steinen, Thüringen − Sachsen in Braunfels 1991

Im Jahre 1991 wurde Lutz in Beverungen Deutsche Meisterin der Frauen, 1993 und 2001 belegte sie den zweiten Platz. 1995 erhielt sie den Titel Internationaler Meister der Frauen (WIM). Beim 16. Internationalen Open in Bad Wörishofen im Jahr 2000 erzielte sie eine Norm zum Titel Großmeister der Frauen (WGM).
Im Februar 1991 spielte sie für Thüringen an Brett 1 bei der Deutschen Frauen-Mannschaftsmeisterschaft der Landesverbände in Braunfels. 1998 in Elista und 2000 in Istanbul nahm sie mit der deutschen Frauenmannschaft an Schacholympiaden teil, 1999 in Batumi an der Mannschaftseuropameisterschaft der Frauen.
In der Frauenbundesliga spielte sie von 1991 bis 1995 für den SC 1903 Weimar, von 1995 bis 2001 für den Krefelder Schachklub Turm 1851, mit dem sie 1998 auch am European Club Cup der Frauen teilnahm, und (nachdem sie in der Saison 2001/02 mit dem SC Baden-Oos die 2. Frauenbundesliga Süd gewann) von 2002 bis 2006 sowie in der Saison 2007/08 für den USV Halle.
Anke Lutz wird bei der FIDE als inaktiv geführt, da sie seit der Saison 2008/09 der NRW-Klasse (in der sie zwei Partien für den Düsseldorfer SK 1914/25 spielte) keine gewertete Partie mehr gespielt hat.

## Privates
Anke Lutz studierte Informatik in Köln, wo sie inzwischen auch lebt. Sie ist seit Sommer 2006 mit dem deutschen Schachgroßmeister Christopher Lutz verheiratet. Das Ehepaar hat zwei Töchter.